# Günther Emig

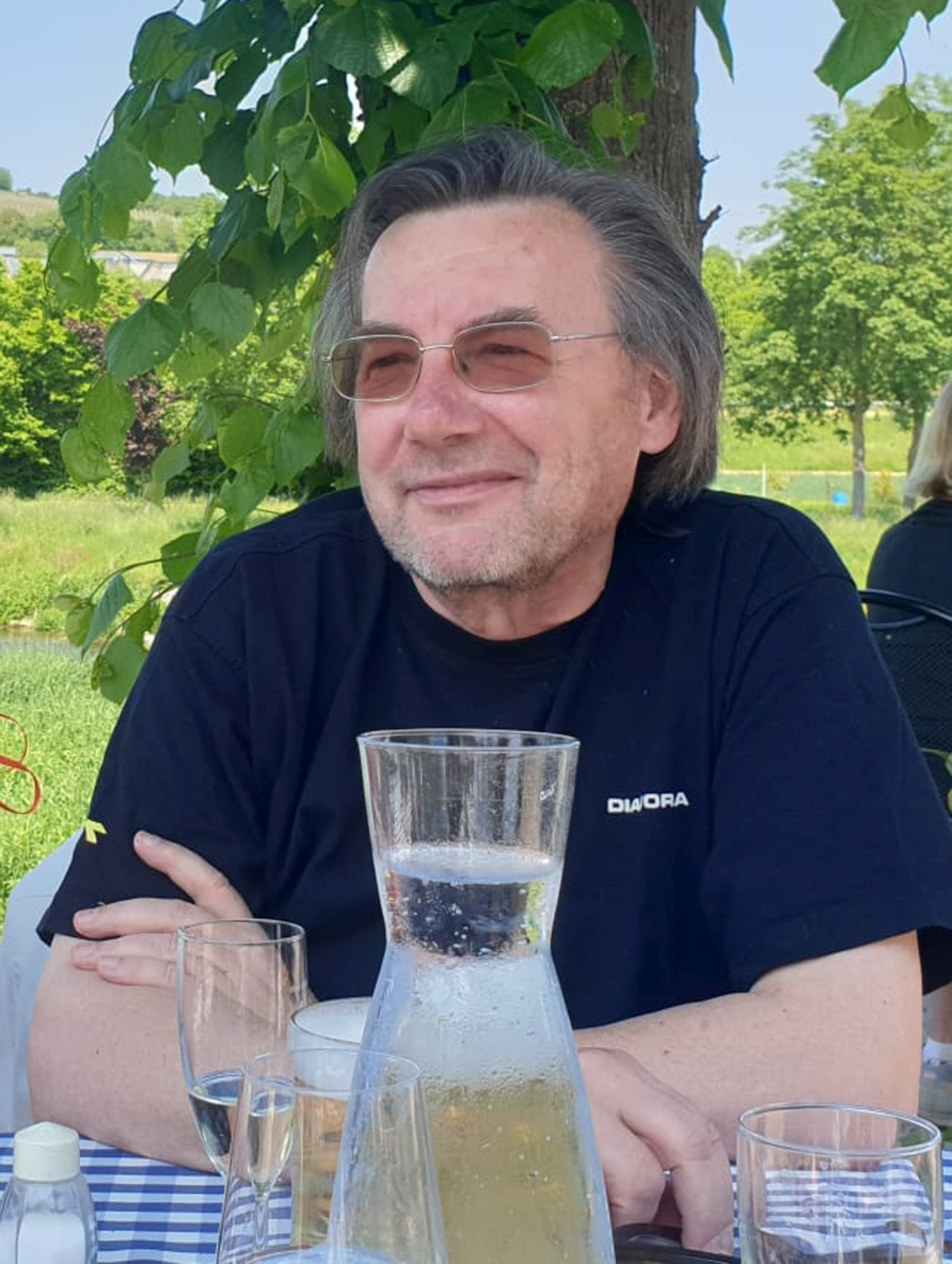
Günther Emig (2021)

Günther Emig (* 8. Februar 1953) ist ein deutscher Bibliothekar und ehemaliger Leiter des Kleist-Archivs Sembdner in Heilbronn. Bekannt wurde er auch als Autor, Förderer und Verleger alternativer Literatur. Er wohnt in Niederstetten.

## Leben
Nach dem Studium der Germanistik und Politischen Wissenschaft an der Universität Heidelberg und einem bibliothekarischen Fachstudium in Stuttgart arbeitete Emig 1980 als Bibliothekar. Von 1982 bis 1992 war er stellvertretender Leiter und von 1992 bis 2000 schließlich Direktor der Stadtbücherei Heilbronn. Zur Stadtbücherei gehörte von 1991 bis 2000 das Kleist-Archiv Sembdner als Sondereinrichtung. Ende 2000 wurde das Archiv selbstständig und Emig dessen Direktor.

## Direktor der Stadtbücherei Heilbronn
Als Direktor der Stadtbücherei Heilbronn galt Emigs Interesse der Verbindung von regionaler Kulturgeschichte mit der überregionalen Kulturgeschichte (Literatur, bildende Kunst, Musik). Er war federführend verantwortlich für die 13. Baden-Württembergischen Literaturtage (1996), die mit ihren „Hauslesungen“ einen neuen Typus von Veranstaltungen begründeten: „Wenn die Menschen nicht zur Literatur kommen, kommt die Literatur eben zu den Menschen“.

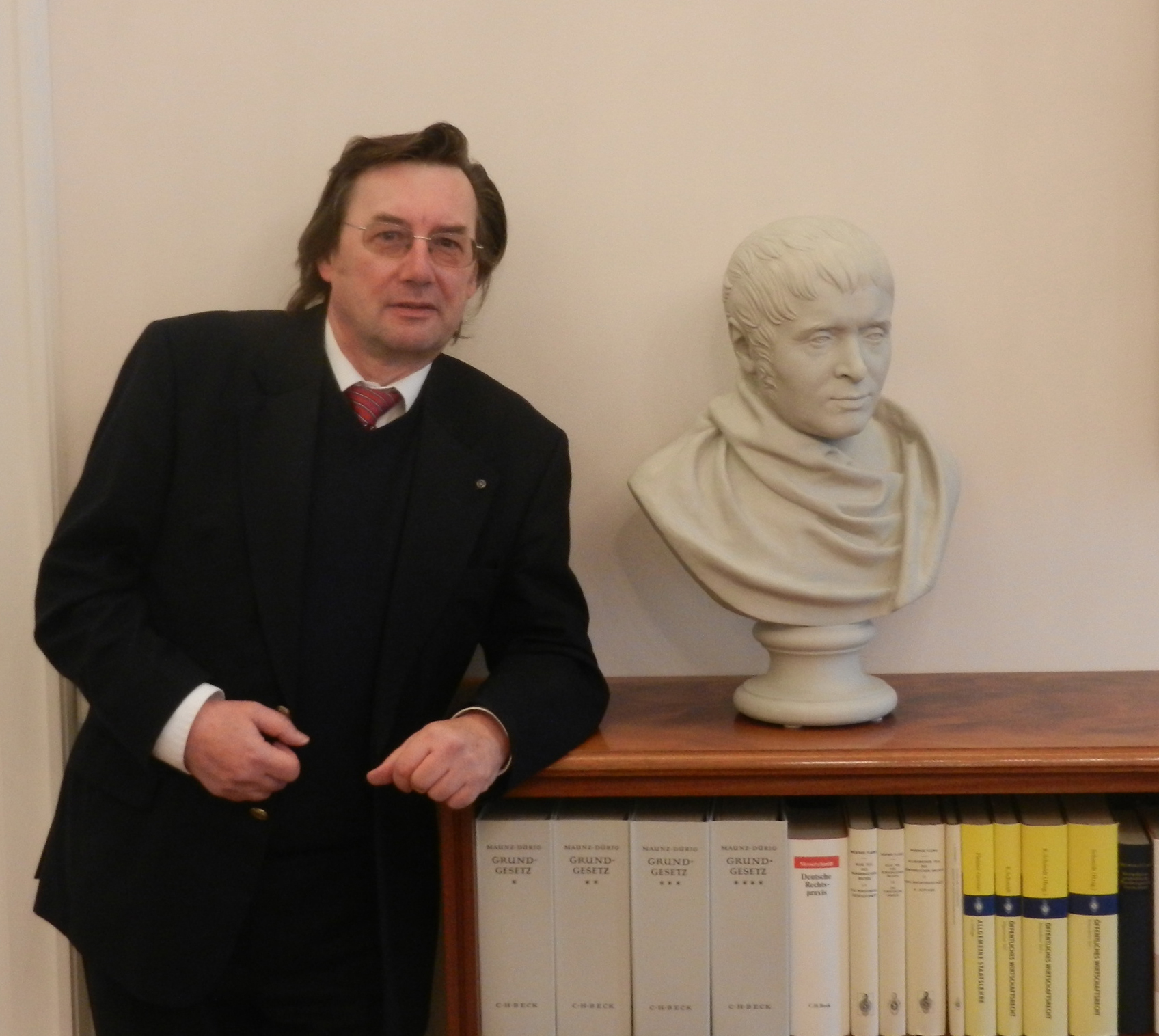
Guenther Emig im Amtszimmer des Bundespräsidenten in Berlin, Schloss Bellevue

## Tätigkeiten als Herausgeber und Verleger

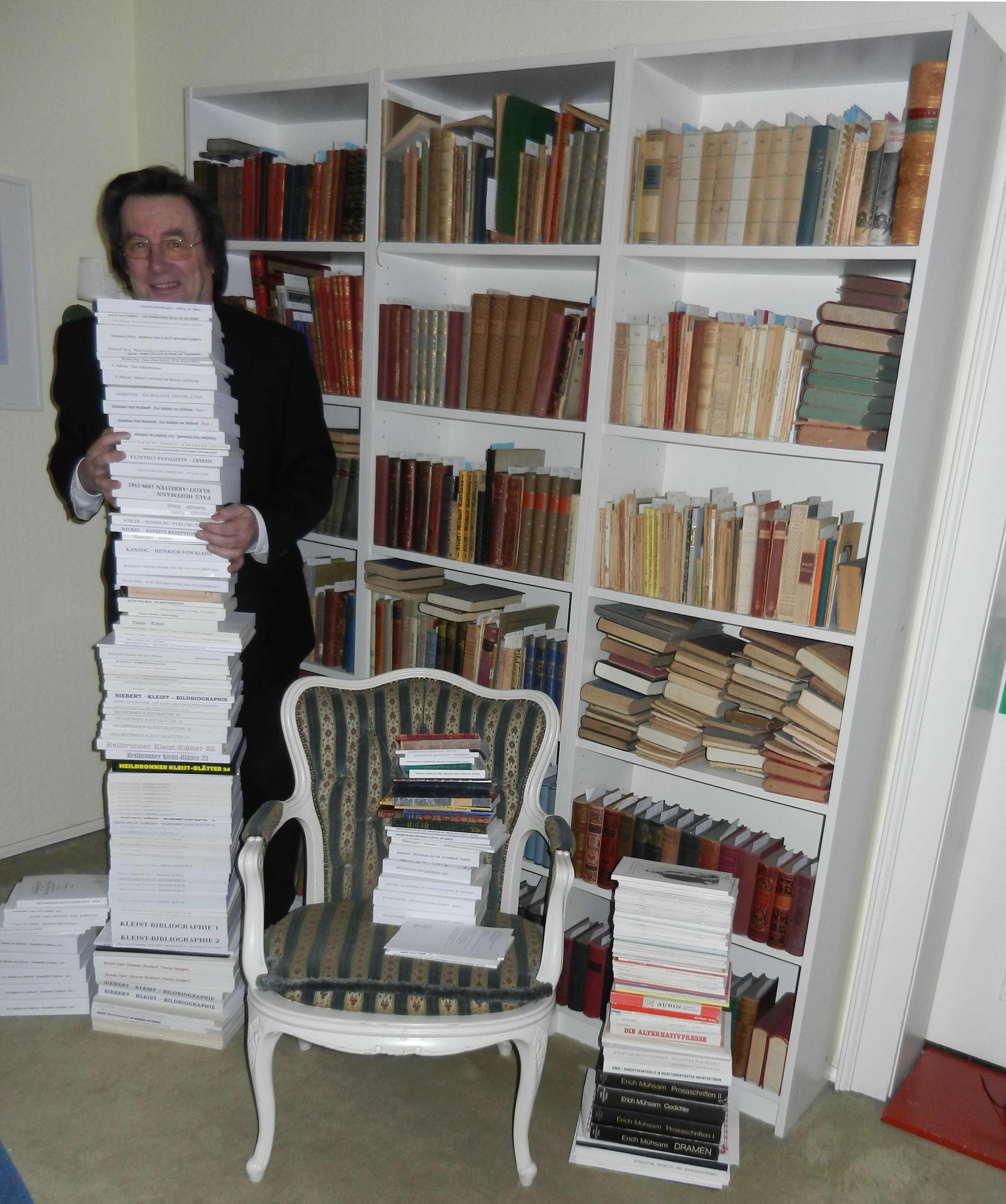
3 lfdm von Günther Emig herausgegebene Bücher, Stand 8. Februar 2013

Noch während seiner Studienzeit edierte Emig vier Bände der Gesamtausgabe des Dichters Erich Mühsam (1878–1934). 1972 gründete er den Kleinverlag „Günther Emigs Literaturbetrieb – verhält sich zu Andy Warhols Factory wie eine postmoderne Melkmaschine zur Milch der frommen Denkungsart“, der bis 1984 bestand. Emig gilt als „one of the most prominent alternative publishers“. Er war Mitbegründer der Arbeitsgemeinschaft alternativer Verlage und Autoren e. V. (AGAV) und der IG Literaturzeitschriften; Zusammenschlüsse, in denen sich junge Autoren ein Forum gegen den etablierten Literaturbetrieb suchten. In diesem Zusammenhang gab Emig u. a. von 1979 bis 1984 dreimal das Verzeichnis deutschsprachiger Literaturzeitschriften (VdL) heraus. Ein Teil seiner Literaturzeitschriftensammlung ging an das Minipressearchiv der Stadt Mainz. Die Zahl seiner herausgegebenen Veröffentlichungen pflegt Emig in lfdm auf den Buchrücken anzugeben (3 lfdm, Stand: 8. Februar 2013). Er ist Gründer und Redakteur der Internetseiten zu Ludwig Pfau und Justinus Kerner.
Von 2014 bis 2019 erschien die Literaturzeitschrift Hammer + Veilchen, Flugschriften für neue Kurzprosa, die Günther Emig zusammen mit Peter Engel herausgab. Die Zeitschrift erschien vierteljährlich im Internet (insgesamt 22 Ausgaben). Die Texte eines Jahrgangs wurden konventionell zu einem Jahrbuch zusammengefasst (6 Jahrgänge). Ab 2021 erscheint das Jahrbuch Hammer + Veilchen in neuer Folge. Aus dem Projekt „Hammer + Veilchen“ ging 2015 die Buchreihe „Edition Hammer + Veilchen“ hervor, in der bisher dreizehn Lyrik- und Kurzprosabände erschienen sind (Stand 2021).
Mit dem Eintritt in den Ruhestand hat Emig seinen Verlag unter dem Label „Günther Emigs Literatur-Betrieb“ wiederbegründet. Themenschwerpunkte sind die Gegenwartsliteratur, Texte zur literarischen Moderne, darunter eine auf 10 Bände veranschlagte Werkausgabe des Schriftstellers Oskar Panizza, Literaturgeschichte (Schwerpunkt: Heinrich von Kleist) und Regionalia. 2021 gewann der Verlag den Deutschen Verlagspreis.

## Direktor des Kleist-Archivs Sembdner
Als Webmaster der Internetseite www.kleist.org, die er 1996 begründete und seitdem allein technisch und redaktionell betreut, schuf Emig eine der frühesten und umfangreichsten Internetseiten zu einem deutschen Dichter. 2006 etablierte er zur Vorbereitung des Kleist-Jahrs 2011 zusätzlich die inzwischen wieder eingestellte Seite www.kleist2011.de.
Die Vielzahl der von ihm herausgegebenen Veröffentlichungen zu Heinrich von Kleist, 167 in 19 Veröffentlichungsreihen in den Jahren 1993 bis 2018, hat ihm den Ruf eingetragen, „ein höchst umtriebiger Bibliothekar, ein ruheloser, reger Geist und Kleist-Liebhaber“ und „ein geistreicher Popularisierer“ zu sein. Emig trat 2018 in den Ruhestand und empfahl der Kommune, die Sammlung als Dauerleihgabe an das Kleist-Museum in Frankfurt an der Oder abzugeben, wo sich mittlerweile das Zentrum der deutschen Kleist-Forschung befindet.